# Lučani
Lučani (Servisch: Лучани) is een gemeente in het Servische district Moravica.
Lučani telt 26.614 inwoners (2002). De oppervlakte bedraagt 454 km², de bevolkingsdichtheid is 58,6 inwoners per km².

## Plaatsen in de gemeente
| - Beli Kamen - Viča - Vlasteljice - Vučkovica - Goračići - Gornja Kravarica - Gornji Dubac - Grab - Guberevci | - Guča - Guča (selo) - Dljin - Donja Kravarica - Donji Dubac - Dučalovići - Đerađ - Živica - Zeoke | - Kaona - Kotraža - Krivača - Krtac - Lis - Lisice - Lučani - Lučani (selo) - Markovica | - Milatovići - Negrišori - Puhovo - Pšanik - Rogača - Rtari - Rti - Tijanje - Turica |